# Brenthurst Library
La Brenthurst Library es una biblioteca privada de Sudáfrica situada en Johannesburgo y fundada por el filántropo millonario sudafricano Harry Oppenheimer en 1984. Alberga una colección de unos 20000 volúmenes, incluidos documentos y manuscritos raros.  Entre ellos estuvo el único registro completo de los procedimientos de prueba de la traición de Nelson Mandela, hasta que fueron entregados al propio Mandela en noviembre de 2008. 